# Cugnoli
Cugnoli là một đô thị thuộc tỉnh Pescara trong vùng Abruzzo, Ý. Đô thị này có diện tích 15 km², dân số năm 2001 là 1669 người. Các làng trực thuộc: Andragona, Arcitelli, Cesura, Colle delle Bocache (biancospino), Colle S. Luca, Colle S.Lucia, Colle della Torre, Piano Cautolo, Piano Finocchio, S. Maria del Ponte, S. Pietro, Rotaggiannelli, Vaccardo, Vadallone, Vallarno. Các đô thị giáp ranh gồm: Alanno, Catignano, Civitaquana, Nocciano, Pietranico.

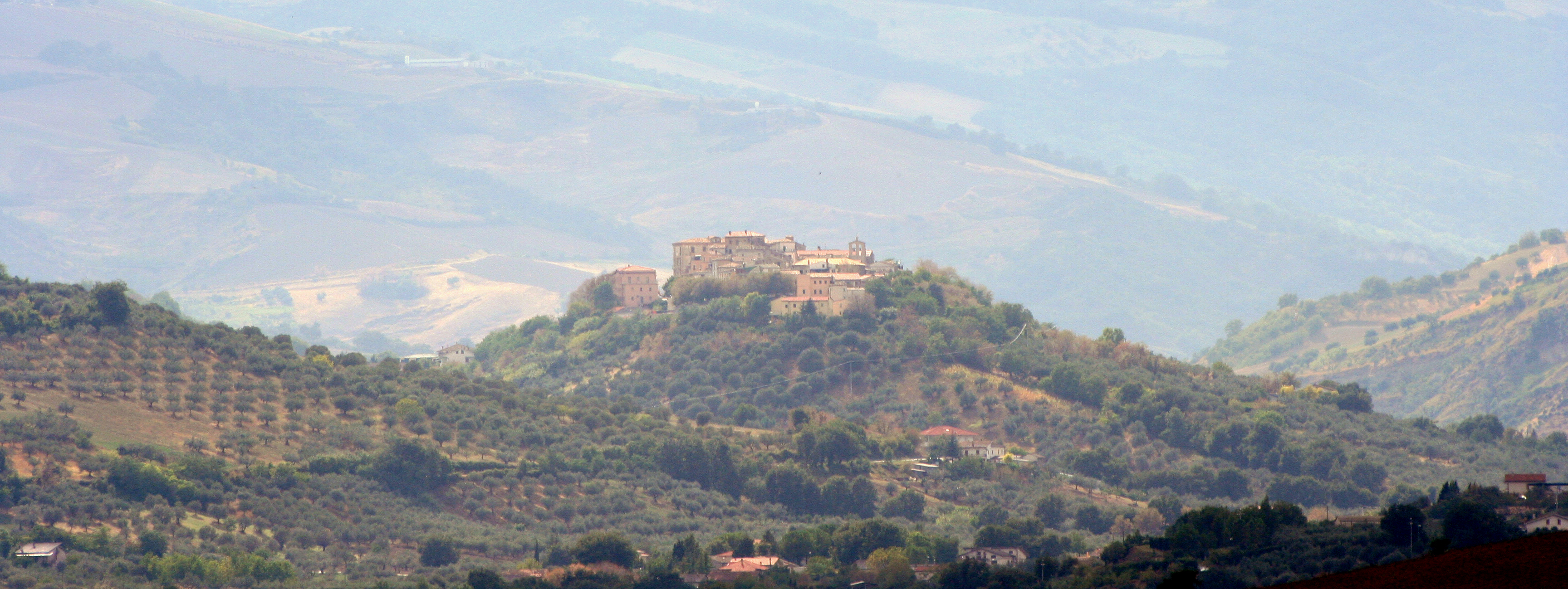
Quang cảnh Cugnoli